# Écotoxicologie microbienne
L'écotoxicologie microbienne est une discipline scientifique qui étudie à la fois :
- les impacts écologiques de pollutions chimiques (composés chimiques de synthèse ou d'origine naturelle) ou biologiques (espèces toxiques et/ou invasives) à l'échelle des micro-organismes et/ou des nombreuses fonctions qu’ils assurent dans l'écosystème ;
- le rôle des communautés microbiennes dans l'écodynamique des contaminants (source, transfert, dégradation, transformation).

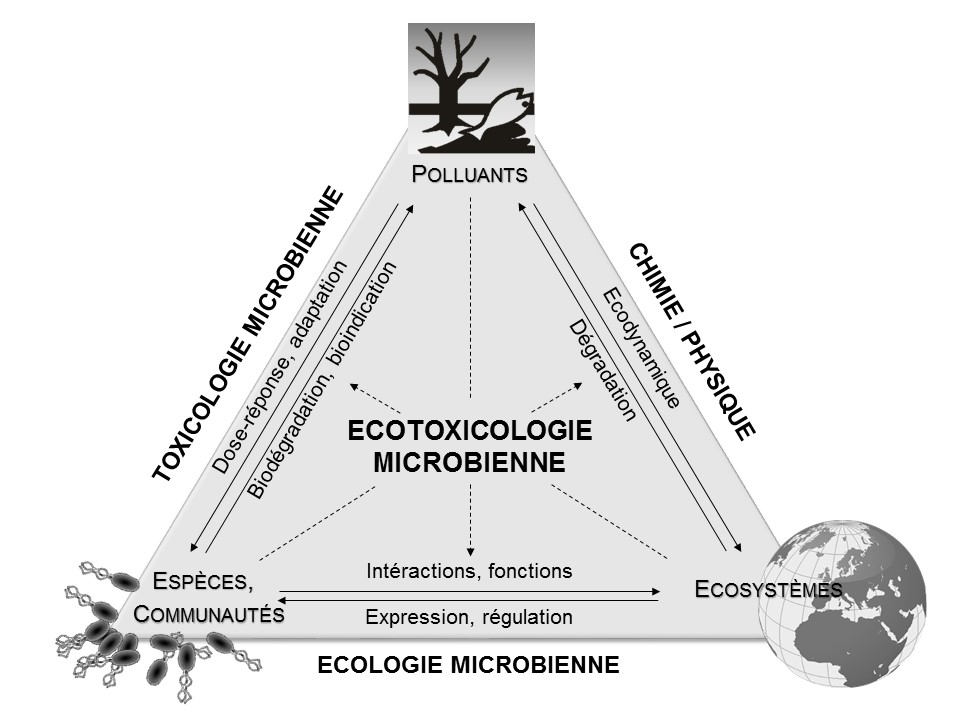
L’écotoxicologie microbienne, une science pluridisciplinaire

## Éléments de définition
L’écotoxicologie microbienne est une science pluridisciplinaire à l'interface entre l’écologie microbienne, la toxicologie microbienne, la physique et la chimie.

## Répondre à une préoccupation environnementale
L'écotoxicologie microbienne répond à une préoccupation croissante des politiques publiques et des sociétés face aux menaces des polluants sur la santé humaine et sur la santé des écosystèmes, dont l'origine est l'intensification des activités anthropiques. 
Dans le contexte de l’Anthropocène, l’écotoxicologie microbienne vise non seulement à conduire des recherches fondamentales pour comprendre l’impact des polluants sur les processus microbiens et vice versa, mais aussi de réaliser des recherches appliquées fournissant des outils directement utilisables pour la surveillance de la qualité de l’environnement et pour la restauration de sites pollués.

## Historique
L'écotoxicologie microbienne a émergé au début du XXIe siècle de la communauté scientifique française,, des années après la naissance de l'écotoxicologie. 
Cette discipline est apparue grâce à la levée de verrous méthodologiques pendant les années 2000 et notamment l'application du séquençage de l'ADN haut débit qui permet l'estimation de l'abondance, de la structure et de la diversité de communautés microbiennes dans leur environnement naturel. Elle fait également suite aux dernières découvertes[Quand ?] de l’écologie microbienne qui ont démontré l'immense diversité de la vie microbienne ainsi que les rôles clés joués par les micro-organismes dans le fonctionnement de tous les écosystèmes de la planète. Les micro-organismes (bactéries, levures, champignons, virus, prions, protozoaires, microalgues) peuvent être une source ou un vecteur de contamination infectieuse ou de contaminants toxiques dans l'environnement. Inversement, leur étonnante versatilité métabolique leur confère une grande capacité de bioremédiation des contaminants (incluant biotransformation et biodégradation). 
L'écotoxicologie microbienne bénéficie aujourd’hui des avancées techniques et conceptuelles de nombreuses disciplines, ne se limitant pas à l'utilisation de micro-organismes modèles comme c'est généralement le cas en toxicologie, mais orientant également ses investigations à l'échelle des communautés microbiennes naturelles. Elle permet d'étudier l’impact des contaminants sur la taxonomie et la biodiversité des micro-organismes qui supportent de nombreuses fonctions impliquées dans la stabilité et la résilience des écosystèmes.

## En France
Un réseau thématique pluridisciplinaire d’écotoxicologie microbienne a été créé en avril 2015 avec le soutien de l'INSU (Institut national des sciences de l'univers) et de l'InEE (Institut écologie et environnement), unité du CNRS (Centre national de la recherche scientifique).
L’objectif du RTP EcotoxicoMic est d’améliorer la visibilité et de fédérer la communauté des écotoxicologues microbiens, avec une volonté de favoriser les actions transverses entre les écosystèmes étudiés et entre les chercheurs membres de différents organismes de recherche.